# Агломерации-миллионеры России
Агломера́ции-миллионе́ры Росси́и — крупнейшие из агломераций страны — компактных территориальных скоплений населённых пунктов, объединённых различными связями в общие системы. Возглавляются как городами-миллионерами, так и городами, не достигшими такого статуса. По состоянию на 1 января 2024 года в РФ имелось 24 агломерации с количеством жителей более 1 миллиона.
В составе Московской агломерации имеется ряд так называемых «агломераций второго порядка», две из которых (Балашихинско-Люберецкая и Мытищинско-Пушкинско-Щёлковская) имеют численность населения, превышающую 1 млн жителей.
Некоторые агломерации при городах-немиллионерах, обозначаемые в каких-либо источниках в качестве миллионных, могут, в зависимости от методологии, не считаться таковыми в иных исследованиях.

## Список агломераций-миллионеров по переписи 2020—2021
По данным фонда «Институт экономики города» по результатам переписи 2020—2021 годов в России насчитывалось 25 агломераций с зафиксированными в различных официальных документах (с приоритетом источников более высокого уровня при расхождении показателей) на тот момент границами по городским округам и муниципальным районам полностью (при этом официально в ряде случаев к агломерациям относится лишь часть их территорий), в которых численность населения превышала 1 миллион человек.
| №  | Агломерация            | Население, тыс. чел. (перепись-2021) |
| -- | ---------------------- | ------------------------------------ |
| 1  | Московская             | 18 889,3                             |
| 2  | Санкт-Петербургская    | 6710                                 |
| 3  | Самарско-Тольяттинская | 2741                                 |
| 4  | Екатеринбургская       | 2370,9                               |
| 5  | Новосибирская          | 2264,7                               |
| 6  | Ростовская             | 2129                                 |
| 7  | Нижегородская          | 1781,4                               |
| 8  | Краснодарская          | 1704,1                               |
| 9  | Казанская              | 1675,6                               |
| 10 | Челябинская            | 1674,9                               |
| 11 | Уфимская               | 1529,4                               |
| 12 | Волгоградская          | 1506,2                               |
| 13 | Красноярская           | 1476,8                               |
| 14 | Омская                 | 1438,1                               |
| 15 | Кемеровская            | 1400,8                               |
| 16 | Воронежская            | 1356,9                               |
| 17 | Пермская               | 1339,9                               |
| 18 | Саратовская            | 1289,5                               |
| 19 | Новокузнецкая          | 1259,8                               |
| 20 | Тюменская              | 1116,1                               |
| 21 | Ставропольская         | 1087,8                               |
| 22 | Иркутская              | 1078                                 |
| 23 | Ижевская               | 1026                                 |
| 24 | Махачкалинская         | 1009,5                               |
| 25 | Тульско-Новомосковская | 1001,7                               |

## Агломерации-миллионеры

### При городах-миллионерах

#### Волгоградская (Волгоградско-Волжская)
1,4-миллионная агломерация Волгограда; включающая, в соответствии с утверждённой в 2008 году «Стратегией социально-экономического развития Волгоградской области до 2025 года», городские округа собственно Волгограда и Волжского, а также 4 муниципальных образования нижнего уровня — городские поселения Городищенское, Краснослободск, Светлоярское и Средняя Ахтуба. В перспективе предполагалось также присоединение к агломерации городских поселений Дубовка и Ленинск.
В 2021 году была принята «Стратегия социально-экономического развития Волгоградской области до 2030 года», где было задекларировано формирование Волгоградско-Волжской агломерации, в состав которой в период до 2030 года предполагается вхождение 7 муниципальных образований региона (с общим количеством жителей примерно 1,54 млн чел.): городских округов собственно Волгограда и Волжского, а также Городищенского, Дубовского, Ленинского, Светлоярского и Среднеахтубинского муниципальных районов.

#### Воронежская
Агломерация Воронежа с численностью населения приблизительно 1,3 млн чел.; включающая, согласно «Стратегии социально-экономического развития Воронежской области на период до 2035 года», городские округа собственно Воронежа и Нововоронежа, а также части территорий 6 муниципальных районов региона: Верхнехавского, Каширского, Новоусманского (единственный район, входящий в агломерацию полностью), Рамонского, Семилукского и Хохольского.
В 2023 году в исследовании фонда «Институт экономики города» в качестве численности населения Воронежской агломерации по результатам переписи 2020—2021 годов было указано общее количество проживавших на тот момент в границах вышеуказанных муниципальных районов полностью на уровне 1,357 млн человек.

#### Екатеринбургская
2,2—2,4-миллионная агломерация Екатеринбурга в Свердловской области, в состав которой входят, помимо собственно городского округа Екатеринбурга, по разным данным, от 13 (подписавших соглашение о взаимодействии для развития агломерации) до 17 (согласно «Схеме территориального планирования Свердловской области») городских округов региона.
В 2010 году тогдашний губернатор Свердловской области Александр Мишарин выступил с инициативой об официальном создании «Большого Екатеринбурга» путём объединения столицы региона и четырёх его городов-спутников (Арамиль, Берёзовский, Верхняя Пышма и Среднеуральск) в одно муниципальное образование; однако данная идея не была поддержана ни администрациями, ни жителями предполагавшихся к абсорбции муниципалитетов.
По мнению главного архитектора Свердловской области в 1982—2010 годах Григория Мазаева, существует также т. н. «Екатеринбургская промышленная агломерация», которая включает в себя: Екатеринбург, Новоуральск, Заречный, Каменск-Уральский, Реж, Артёмовский, Невьянск, Арамиль, Берёзовский, Верхнюю Пышму, Первоуральск, Ревду, Полевской, Асбест, п. Уральский, п. им. Малышева, п. Изумруд, Богданович и Михайловск.

#### Казанская
Моноцентрическая межрегиональная агломерация Казани — крупнейшая в Татарстане, численность населения которой составляет порядка 1,7 млн человек. В агломерационные процессы, помимо собственно городского округа Казани, согласно «Стратегии социально-экономического развития Республики Татарстан до 2030 года», вовлечены находящиеся в пределах часовой транспортной доступности от центрального коммуникационного ядра населённые пункты 5 муниципальных районов Республики Татарстан (Верхнеуслонского, Высокогорского, Зеленодольского, Лаишевского и Пестречинского), а также город Волжск Республики Марий Эл. В перспективный пояс влияния агломерации также входит ещё ряд территорий смежных районов Татарстана и соседних регионов (Марий Эл, Чувашии, Кировской и Ульяновской областей).

#### Краснодарская
Моноцентрическая межрегиональная агломерация Краснодара с численностью населения около 1,77 млн чел., включающая 7 муниципальных образований Краснодарская края и Республики Адыгеи. В укрупнённом виде может включать до 16 муниципальных образований (с общим населением в 2 765 389 жителей по данным на 2016 год).
До того как по результатам переписи населения 2020—2021 годов у Краснодара был официально зафиксирован статус города-миллионера, в течение длительного времени агломерация считалась одной из ряда миллионных при городах-немиллионерах; включая период с 2018 года, когда о достижении городом цифры в миллион жителей было впервые официально объявлено региональным отделением Росстата, однако не было подтверждено центральным управлением федеральной службы статистики.

#### Красноярская
Моноцентрическая агломерация Красноярска общей площадью 24,116 тыс. км² и с численностью населения примерно 1,4 млн чел.; в состав которой, согласно «Схеме территориального планирования Красноярской агломерации», входят, помимо собственно городского округа Красноярска, территории 6 муниципальных образований Красноярского края: Дивногорского и Сосновоборского городских округов, а также Берёзовского, Емельяновского, Манского и Сухобузимского муниципальных районов. В соответствии со «Схемой», территория агломерации определена как «ареал наиболее интенсивных внутриагломерационных социальных и экономических взаимосвязей в пределах в основном 1,5-часовой доступности на общественном транспорте».
В укрупнённом виде суммарное количество жителей Красноярской агломерации может достигать цифры приблизительно 1,5 млн, при условии включения в неё территорий ещё 4 муниципалитетов региона, с которыми в 2019 году также было подписано соглашение по развитию агломерации: городских округов ЗАТО Железногорск и посёлок Кедровый, а также Балахтинского и Большемуртинского муниципальных районов.

#### Московская
Наикрупнейшая агломерация, самый значимый макроэкономический регион (территориально-производственный узел) России, межрегиональный центр социально-экономического развития и притяжения центральной части и всей России. В Московскую агломерацию с населением, по разным оценкам, от 14,7 до 17,3 млн человек входит более 40 городов, в том числе 14 с населением свыше 100 тыс. жителей по данным на середину и конец 2000-х годов. По оценкам фонда «Институт экономики города», численность населения агломерации по результатам переписи 2020—2021 годов могла достигать уровня от 18,9 до 21,5 млн человек.
Площадь Москвы и её пригородной зоны в радиусе 60—70 км — 13,6 тыс. км². В Московскую агломерацию в узком масштабе входят непосредственно примыкающие к границе Москвы города́. В различных исследованиях в качестве агломераций второго порядка в состав Московской включаются Орехово-Зуевская, Сергиево-Посадская, Серпуховская, Ступино-Каширская и другие агломерации Московской области, а также Обнинская агломерация Калужской области. По версии Правительства Москвы, Московская агломерация включает в себя собственно Москву и одноимённую область.
Некоторые политики и исследователи считают целесообразным административно объединить Москву и Московскую область в один субъект федерации (вариант — создание на их основе четырёх новых субъектов), так как нынешние административные границы Москвы весьма условны, и фактически Москва — это агломерация, включающая слившиеся с ней ближайшие (и не очень) города Московской области. Однако Московская область в лице её властей отстаивает свою самостоятельность и даже подвергает сомнению уместность терминов «агломерация» или «мегалополис».

#### Нижегородская
Формирующаяся агломерация Нижнего Новгорода является одной из крупнейших в Поволжье. Имеет численность населения свыше 1,6 млн чел. и включает, согласно «Стратегии социально-экономического развития Нижегородской области до 2035 года», помимо собственно городского округа Нижнего Новгорода, территории 3 муниципалитетов Нижегородской области: Богородского и Кстовского муниципальных округов, а также Дзержинского городского округа; образующих «единое территориальное пространство, отличающееся интенсивными хозяйственными, трудовыми, транспортными, образовательными, бытовыми, культурными, рекреационными и иными связями».
В укрупнённом виде в состав Нижегородской агломерации могут входить территории ещё 4 муниципальных образований региона: Балахнинского, Городецкого и Павловского муниципальных округов, а также городского округа Бор; ввиду чего суммарное количество её жителей может достигать цифры на уровне 2 млн.

#### Новосибирская
Агломерация Новосибирска с численностью населения порядка 2,27 млн чел., включающая 12 муниципальных образований Новосибирской области: 5 городских округов и 7 муниципальных районов; является наиболее значимым межрегиональным центром социально-экономического развития и притяжения макрорегиона Западной Сибири и отчасти всей Сибири. Основную часть новосибирской агломерации составляют города Бердск, Искитим и Обь, а также крупные научные центры — спутники Новосибирска: пгт Кольцово и пгт Краснообск. Взаимодействие муниципалитетов агломерации осуществляет Координационный совет.

#### Омская
Моноцентрическая агломерация Омска с численностью населения более 1,2 млн чел., является крупным транспортным узлом Западной Сибири. В соответствии с разработанной СибАДИ «Программой комплексного развития транспортной инфраструктуры Омской агломерации» 2017 года в её состав, помимо городского округа Омска, входят также населённые пункты ряда муниципальных районов Омской области.
В 2010 году в СМИ появлялась оценка количества жителей Омской агломерации около 1,26 млн (из них примерно 1,18 млн в урбанизированной зоне — городах и пгт), без указания методики расчёта и какого-либо пояснения. В 2023 году в исследовании фонда «Институт экономики города» в качестве численности населения агломерации по результатам переписи 2020—2021 годов было указано общее количество проживающих в заявленных авторами муниципальных образованиях человек на уровне 1,44 млн.

#### Пермская
Моноцентрическая агломерация города Перми в одноимённом крае с численностью населения приблизительно 1,3 млн человек; в состав которой, согласно «Схеме территориального планирования Пермского края», входят, помимо собственно городского округа Перми, территории 6 муниципальных образований региона: ЗАТО Звёздного и Пермского муниципального района, а также Добрянского, Ильинского, Краснокамского и Нытвенского городских округов. Протянувшись более чем на 90 км вдоль реки Камы, является одной из крупнейших агломераций на Урале.

#### Ростовская
1,9—2,1-миллионная моноцентрическая агломерация Ростова-на-Дону площадью от 370 тыс. га, включающая в свой состав, помимо городского округа Ростова-на-Дону, также населённые пункты ряда муниципальных образований Ростовской области. Характерна тем, что её главный город (ядро) составляет только половину её населения. Всего на территории Ростовской агломерации может быть расположено до 542 населённых пунктов. В укрупнённом виде может иметь порядка 2,6—2,7 млн жителей по данным на 2011 год.
При установлении границ агломерационного ареала в 2012 году за основу была взята 1,5—2-часовая транспортная доступность до центрального ядра — Ростова-на-Дону, а также было выявлено 3 пояса агломерации, включающих, в том числе, периферийную зону. Данная территория «характеризуется устойчивыми трудовыми, социальными, деловыми, производственными и культурно-рекреационными внутренними связями и располагается в границах Юго-Западного внутриобластного района Ростовской области», на ней сконцентрировано около 2 млн человек, что составляет около 50 % всего населения области.

#### Самарско-Тольяттинская
Третья по размеру в России, полицентрическая двухъядерная агломерация-конурбация Самары и Тольятти с населением примерно 2,7 млн человек, включающая в себя, согласно «Стратегии социально-экономического развития Самарской области на период до 2030 года», территории 17 муниципальных образований Самарской области: 8 городских округов и 9 муниципальных районов. По оценке ассоциации «Совет муниципальных образований Самарской области», на долю Самарско-Тольяттинской агломерации (СТА) приходится до 86,5 % населения, 73 % производства промышленной продукции и 84 % осваиваемых инвестиций региона.
По некоторым данным, всем критериям агломерации удовлетворяет эта же совокупность поселений за исключением Сызрани и окру́ги, имеющая численность населения приблизительно 2,3 млн жителей. Уникальность агломерации в том, что она единственная двухъядерная среди крупнейших в стране агломераций, в которой оба ядра входят в категорию крупнейших городов (более 0,5 млн). При этом некоторыми специалистами ставится под сомнение существование Самарско-Тольяттинской агломерации как сложившегося единого целого: по их мнению, корректнее говорить о двух (Самарской и Тольяттинской), а то и трёх (также Сызранской) агломерациях, стремящихся к интеграции.

#### Санкт-Петербургская
Санкт-Петербургская агломерация — моноцентрическая городская агломерация, сформировавшаяся вокруг второго в России города-мультимиллионера Санкт-Петербурга. Является второй по величине и значимости российской агломерацией после Московской. В её состав входит вся территория города федерального значения Санкт-Петербург и, согласно «Стратегии социально-экономического развития Ленинградской области до 2030 года», 57 поселений прилегающих к нему муниципальных образований Ленинградской области (Всеволожского, Выборгского, Кировского, Ломоносовского и Тосненского муниципальных районов, а также Гатчинского муниципального округа). Ориентировочно агломерация простирается на 50 км от центра Санкт-Петербурга. Численность населения Санкт-Петербургской агломерации, по разным оценкам, составляет порядка 6,6—6,8 млн жителей, а площадь территории — около 11,6 тысяч км².

#### Уфимская
1,5-миллионная Уфимская агломерация — крупнейшая, но не единственная в Башкортостане; располагается в центральной части региона. В состав агломерации, помимо собственно городского округа Уфа, входят территории 6 муниципальных районов республики: Благовещенского, Иглинского, Кармаскалинского, Кушнаренковского, Уфимского и Чишминского. В укрупнённом виде может включать также территории Аургазинского и Благоварского районов.

#### Челябинская
Агломерация Челябинска с численностью населения примерно 1,67 млн чел., включающая 9 муниципальных образований Челябинской области: 2 городских округа (Челябинский и Копейский) и 7 муниципальных районов (Аргаяшский, Еманжелинский, Еткульский, Коркинский, Красноармейский, Кунашакский и Сосновский). Сформировалась на своеобразной производственно-планировочной оси — Челябинском буроугольном бассейне, здесь прослеживаются и главные транспортные планировочные оси.

### При городах-немиллионерах

#### Ижевская
Агломерация Ижевска в Удмуртии с численностью населения приблизительно Ошибка выражения: неожидаемый оператор < млн чел.; включающая, согласно «Стратегии социально-экономического развития Удмуртской Республики на период до 2025 года», помимо собственно городского округа Ижевска, территории 9 муниципалитетов республики: городских округов Воткинска и Сарапула, а также Воткинского, Завьяловского, Камбарского, Малопургинского (восточной части), Сарапульского, южной части Шарканского и Якшур-Бодьинского муниципальных округов.
В укрупнённом виде в состав Ижевской агломерации могут входить территории до 14 муниципальных образований, в том числе Агрызского муниципального района Татарстана и Чайковского городского округа Пермского края (делая агломерацию межрегиональной), с общим количеством жителей на уровне 1,2 млн.

#### Иркутская
Время, выделенное для выполнения скриптов, истекло.
Агломерация Иркутска с численностью населения порядка Ошибка выражения: неожидаемый оператор < млн чел.; включающая, помимо собственно городского округа Иркутска, территории 3 муниципальных образований Иркутской области: Ангарского городского округа, а также Иркутского и Шелеховского муниципальных районов. Основы пространственно-функциональной дифференциации Иркутской агломерации были созданы в период формирования Иркутско-Черемховского ТПК в 1940—1970-х годах.
Во второй половине 2000-х годов возник, но не был реализован первый проект официального оформления фактически существующей агломерации с целью создания нового российского города-миллионера: тогдашний губернатор региона Александр Тишанин с 2006 года продвигал инициативу объединения в «Большой Иркутск» бо́льшей части его агломерации (Ангарска, Шелехова и свыше 60 других поселений).

#### Кемеровская (Северо-Кузбасская)
Время, выделенное для выполнения скриптов, истекло.
Ошибка выражения: неожидаемый оператор <-миллионная моноцентрическая агломерация города Кемерова в одноимённой области, в состав которой входят, помимо собственно городского округа Кемерова, территории 21 муниципального образования региона: 7 городских и 14 муниципальных округов. Официально Кемеровская агломерация была создана в 2022 году. Осенью того же года была переименована в Северо-Кузбасскую.

#### Махачкалинская (Махачкалинско-Каспийская)
Время, выделенное для выполнения скриптов, истекло.
Агломерация Махачкалы с численностью населения около Ошибка выражения: неожидаемый оператор < млн чел. Согласно действующей «Схеме территориального планирования Махачкалинской агломерации», в её состав входят два городских округа (Махачкала и Каспийск), а также два муниципальных района (Карабудахкентский и Кумторкалинский). По данным переписи 2021 года население агломерации составляло примерно 1009,5 тыс. жителей.
В укрупнённой виде, по некоторым оценкам, может иметь территорию площадью до 7 тыс. км² и включать также города Буйнакск, Избербаш и Кизил-Юрт.

#### Новокузнецкая (Южно-Кузбасская)
Время, выделенное для выполнения скриптов, истекло.
Полицентрическая агломерация-конурбация Новокузнецка в Кемеровской области с численностью населения приблизительно Ошибка выражения: неожидаемый оператор < млн чел., в состав которой входят, помимо собственно городского округа Новокузнецка, территории 10 муниципальных образований региона: 6 городских и 2 муниципальных округов, а также 2 муниципальных районов. Официально Новокузнецкая агломерация была создана в 2022 году. Осенью того же года была переименована в Южно-Кузбасскую.

#### Саратовская
Время, выделенное для выполнения скриптов, истекло.
Ошибка выражения: неожидаемый оператор <-миллионная агломерация Саратова в одноимённой области, в состав которой, помимо собственно городского округа Саратова, входят территории Красноармейского, Татищевского и Энгельсского муниципальных районов региона. 28 апреля 2017 года представителями муниципалитетов и правительства области было официально подписано соглашение о создании Саратовской агломерации. В начале апреля 2021 года к ней присоединился Красноармейский район. Существуют планы объединения двух крупнейших городов агломерации (Саратова и Энгельса), идея слияния которых была предложена ещё в начале 1980-х годов.

#### Ставропольская
Время, выделенное для выполнения скриптов, истекло.
Ставропольская агломерация (система расселения) включает, помимо собственно Ставрополя, ряд территорий региона с общей численностью населения порядка Ошибка выражения: неожидаемый оператор < млн жителей в границах входящих в ареал муниципальных образований полностью. 27 ноября 2017 года стало известно о планах региональных властей создать на территории Ставропольского края две агломерации с населением свыше миллиона человек: Ставропольскую и Кавказских Минеральных Вод. Ставропольская агломерация должна включать, помимо нынешнего ядра, состоящего из краевого центра и города-спутника Михайловска, два города: Изобильный на севере и Невинномысск на юге, а также 5 районов Ставропольского края: Шпаковский, Изобильненский, Кочубеевский, Грачёвский и Труновский.

#### Тюменская
Время, выделенное для выполнения скриптов, истекло.
Агломерация Тюмени с численностью населения около Ошибка выражения: неожидаемый оператор < млн чел., включающая собственно город Тюмень и одноимённый район Тюменской области; суммарное количество жителей которых впервые превысило цифру в миллион по оценке Росстата на 1 января 2024 года, составив Время, выделенное для выполнения скриптов, истекло. человек.
Согласно принятой местной областной думой 12 марта 2020 года «Стратегии социально-экономического развития Тюменской области до 2030 года» предполагалось включение в перспективный состав агломерации также Исетского, Нижнетавдинского, Ялуторовского, Ярковского муниципальных районов и города Ялуторовска, что по результатам переписи 2020—2021 годов давало суммарное население примерно 1,1 млн жителей. Однако 21 марта 2024 года Тюменской областной думой данное положение «Стратегии» было признано утратившим силу.

## Бывшие и возможные агломерации-миллионеры

### Набережночелнинская (Камская)
Время, выделенное для выполнения скриптов, истекло.
Полицентрическая Набережночелнинская (или Камская, ранее — Нижне-Камская) агломерация-конурбация — вторая по численности населения в Татарстане (более Ошибка выражения: неожидаемый оператор < млн чел.), количество жителей которой, в зависимости от общей площади включаемых территорий, может превышать 1 млн человек. Основными центрами (ядрами) агломерации являются Набережные Челны, Нижнекамск, Елабуга и Менделеевск. В агломерационные процессы, согласно «Стратегии социально-экономического развития Республики Татарстан до 2030 года», вовлечены находящиеся в пределах часовой транспортной доступности между собой населённые пункты 5 муниципальных образований республики: Елабужского, Менделеевского, Нижнекамского и Тукаевского муниципальных районов, а также городской округ Набережные Челны; в перспективе к ним могут добавиться города Мамадыш и Мензелинск, а также Заинский район.

### Тульско-Новомосковская
Время, выделенное для выполнения скриптов, истекло.
Полицентрическая агломерация-конурбация в Тульской области, в которой Тула является ядром, а Новомосковск подцентром. Помимо них, согласно «Схеме территориального планирования Тульской области» 2023 года, в состав агломерации входят Донской, Кимовск, Киреевск, Липки, Советск, Узловая, Щёкино и другие, меньшие по размеру и значению, населённые пункты региона с общим количеством жителей приблизительно Ошибка выражения: неожидаемый оператор < млн чел. и территорией площадью порядка 5 тыс. км².
В исследовании фонда «Институт экономики города» в качестве численности населения Тульско-Новомосковской агломерации по результатам переписи 2020—2021 годов было указано общее количество проживавших на тот момент в заявленных авторами муниципальных образованиях (городских округах Тула, Новомосковск и Донской, а также Киреевском, Узловском и Щёкинском муниципальных районах) человек на уровне 1,0017 млн; однако уже по оценке Росстата на 1 января 2023 года суммарное число жителей данных муниципалитетов стало меньше миллиона.